# Kayo Inaba
Kayo Inaba es una bióloga, inmunóloga y profesora de la Universidad de Kioto donde dirige la Facultad de Biología. Es también vicepresidenta de Igualdad de Género y directora del Centro para Investigaciones de Mujeres.
Inaho es conocida por su trabajo sobre células dendríticas. Ganó el Premios L'Oréal - UNESCO para Mujeres en Ciencia en 2014. A través de su trabajo ha demostrado la importancia de las células dendríticas para el sistema inmunitario y cómo estas pueden sobrevivir fuera del cuerpo humano.

## Biografía
Inaba obtuvo un doctorado de Universidad de Kioto en 1978.
Desde 1982 hasta 2011, formó parte del laboratorio de la facultad Ralph Steinman.
Inaba fue la primera profesora asociada en el departamento de ciencia de la Universidad de Kioto. Inaba está al frente del laboratorio de Inmunología. Asimismo forma parte de la Comisión Directiva de la Sociedad japonesa de Inmunología.

## Trabajos
- Ralph Steinman; Maggie Pack; Kayo Inaba (11 de noviembre de 2013). «Dendritic Cell Development and Maturation».  En Paola Ricciardi-Castagnoli, ed. Dendritic Cells in Fundamental and Clinical Immunology. Springer Science & Business Media. pp. 1-. ISBN 978-1-4757-9966-8.

- Kayo Inaba; Munea Inaba; Margit Witmer-Pack; Karen Hathcock; Richard Hodes; Ralph Steinman (6 de diciembre de 2012). «Expression of B7 Costimulator Molecules on Mouse Dendritic Cells».  En Jacques Banchereau; Daniel Schmitt, eds. Dendritic Cells in Fundamental and Clinical Immunology. Springer Science & Business Media. pp. 65-. ISBN 978-1-4615-1971-3.

- Ralph M. Steinman; Kayo Inaba; Gerold Schuler; MArgit Witmer (1 de enero de 1986). «Stimulation of the Immune Response: Contributions of Dendritic Cells».  En Ralph M. Steinman; Robert John North, eds. Mechanisms of Host Resistance to Infectious Agents, Tumors, and Allografts: A Conference in Recognition of the Trudeau Institute Centennial. Rockefeller Univ. Press. pp. 71-. UCAL:B4499585.